# 卡努塔馬
06°32′02″S 64°22′58″W / 6.53389°S 64.38278°W

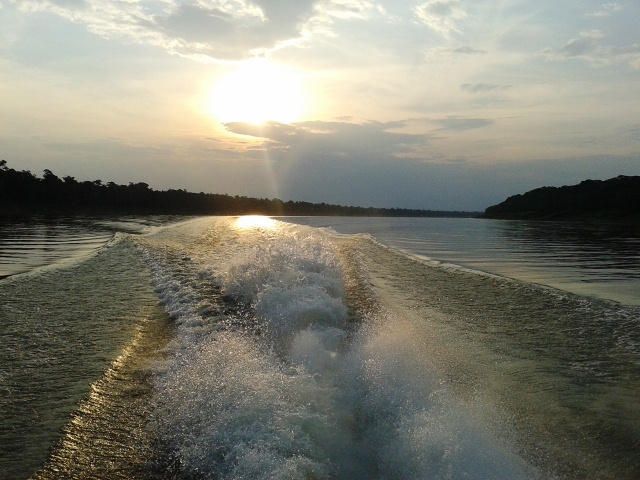
卡努塔馬

卡努塔馬（葡萄牙語：Canutama）是巴西的城鎮，位於該國北部，由亞馬遜州負責管轄，始建於1891年10月22日，面積29,820平方公里，海拔高度55米，2014年人口14,944，人口密度每平方公里0.5人。